# Odenplan (pendeltågsstation)
Odenplan (formellt Stockholm Odenplan) är en station på Stockholms pendeltågsnät belägen i stadsdelen Vasastaden i Stockholms innerstad. Den ligger under och i anslutning till tunnelbanestationen Odenplan. Stationen har en plattform 30 meter under marknivå (med dörrar mot spåren) och nås från en med tunnelbanan gemensam biljetthall vid Odenplan, en biljetthall vid korsningen Dalagatan/Vanadisvägen bredvid Sankt Matteus kyrka samt en förbindelse med gröna linjens plattform.

## Beskrivning
Stationen började trafikeras den 10 juli 2017 och ersatte den då stängda Karlbergs station. Den är en del av den nya pendeltågstunneln Citybanan mellan Tomteboda och Södra station. Det är förberett för att i framtiden kunna utvidga till två perronger med fyra spår.
Stationen ligger inom tunnelavsnittet för Vasatunneln. Både Vasatunneln och stationen byggdes av tyska Bilfinger Berger, vars entreprenad hade ett värde av 1,1 miljard kronor. Stomkompletteringen samt stationens entrébyggnad utfördes av Q-gruppen AB.
Intill stationen finns även ett cykelgarage som rymmer 347 cyklar och öppnade 1 september 2016. Till en början var det inte meningen att det skulle vara tillåtet att ta med cykel på pendeltåget till och från Odenplan, något som var möjligt på station Karlberg. Efter protester ändrade sig Stockholms läns landsting och det blev tillåtet att ta med cyklar, men bara via utgången mot Dalagatan/Vanadisvägen. Övriga ingångar går via tunnelbanestationen och tillåter inte cyklar.

## Bussterminal
I anslutning till stationen finns en bussterminal för SL:s busstrafik.

## Konstnärlig utsmyckning
På stationen finns sex konstverk av Jessica Faiss Voyage, Anders Kapples Itinerary, Sunniva McAlindeins Länk, Thomas Bernstrands Rörlig rymd, David Svenssons Life Line och Mari Rantanens Odens Trädgård.

## Galleri

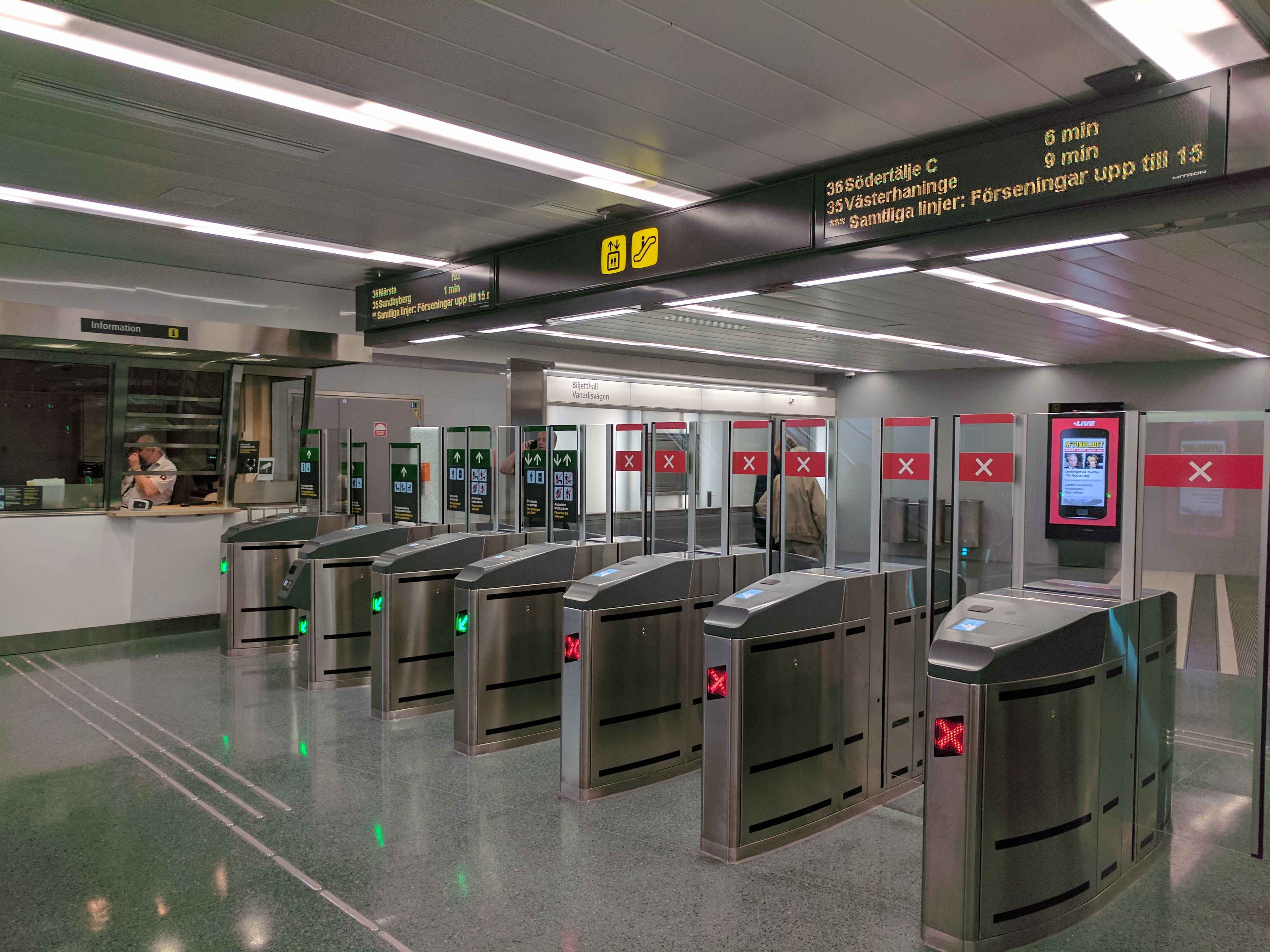
Spärr
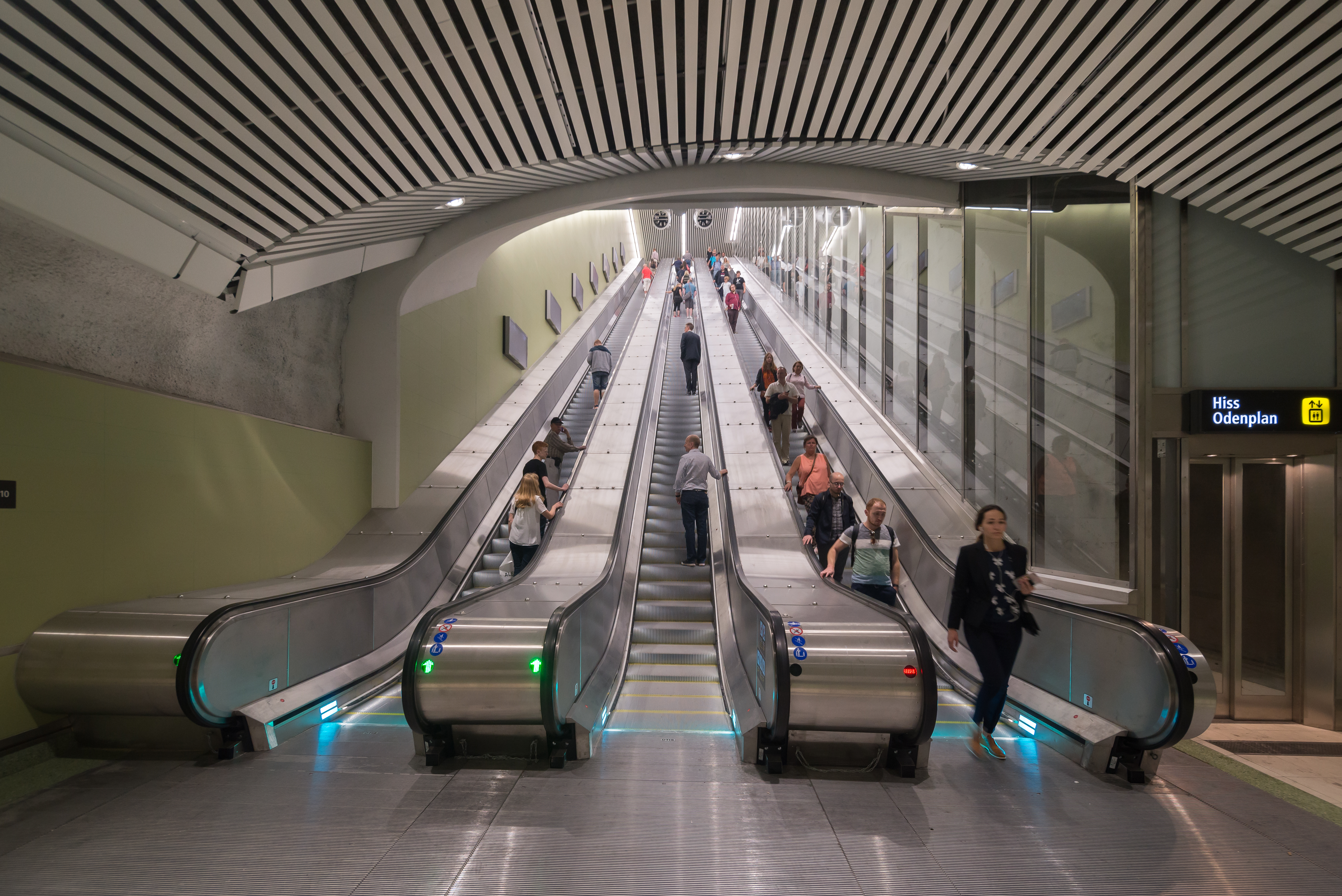
Rulltrappa mot uppgång Odenplan.
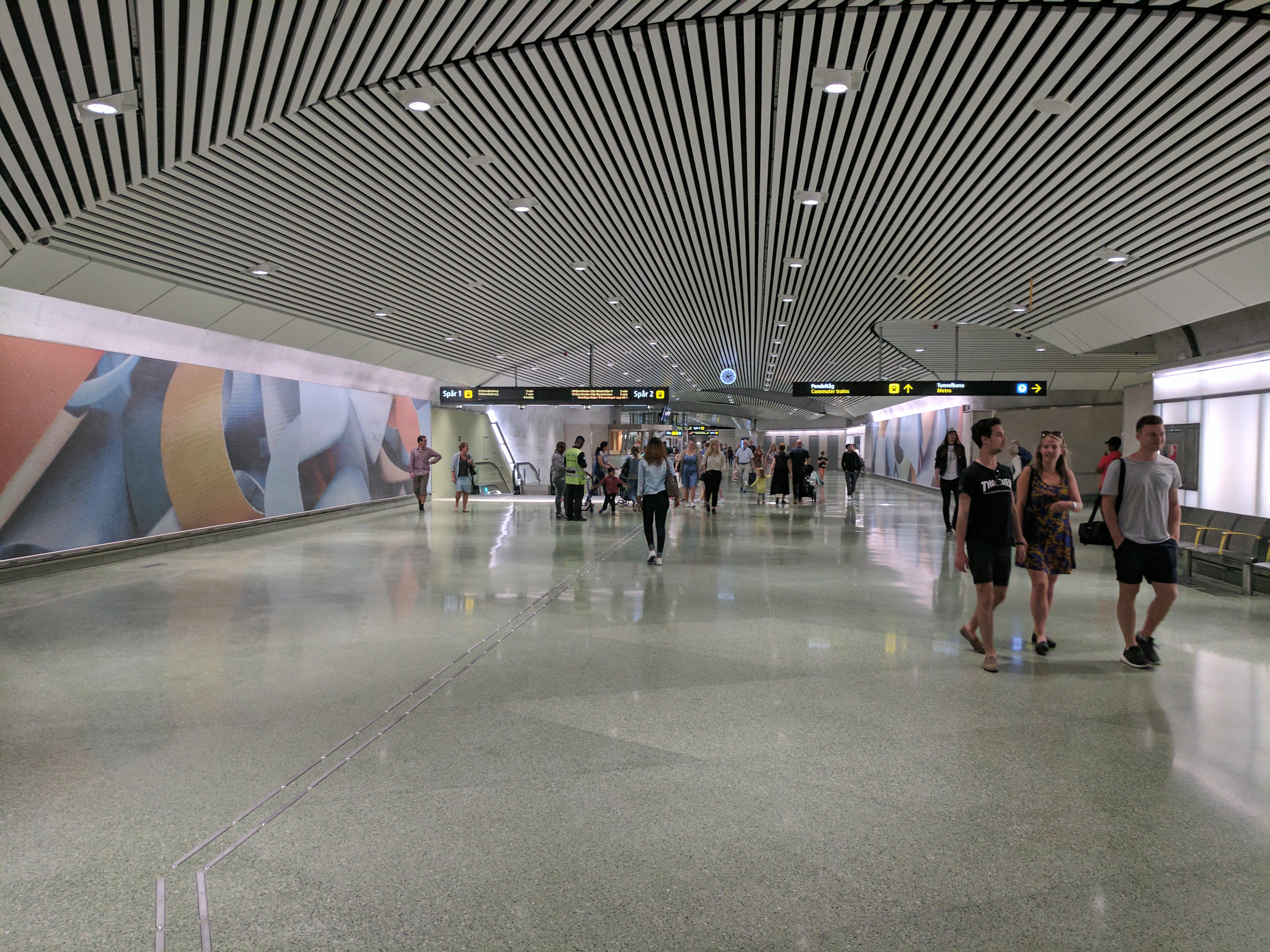
Södra mellanplanet
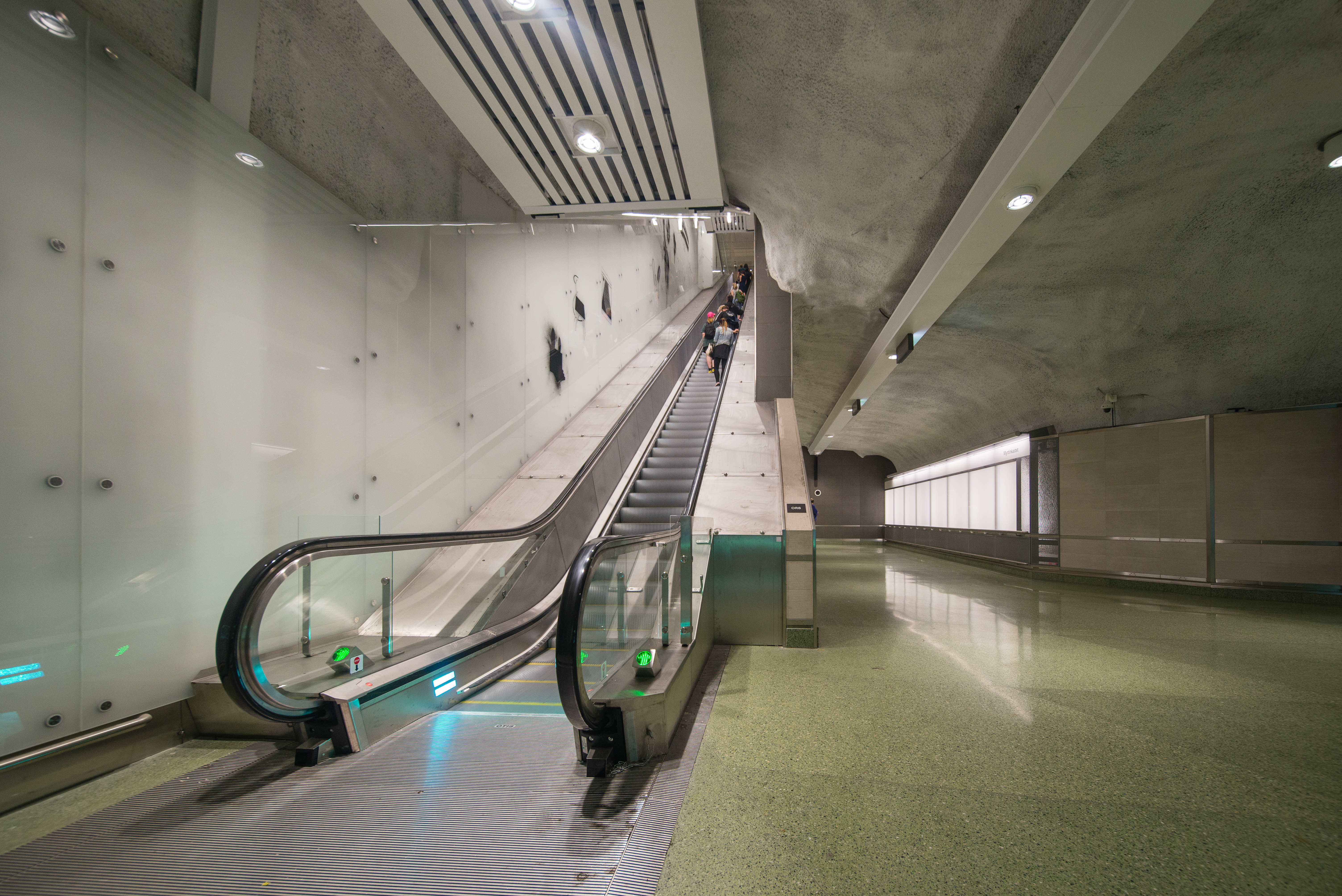
Förbindelse från mellanplanet till tunnelbanans perrong.
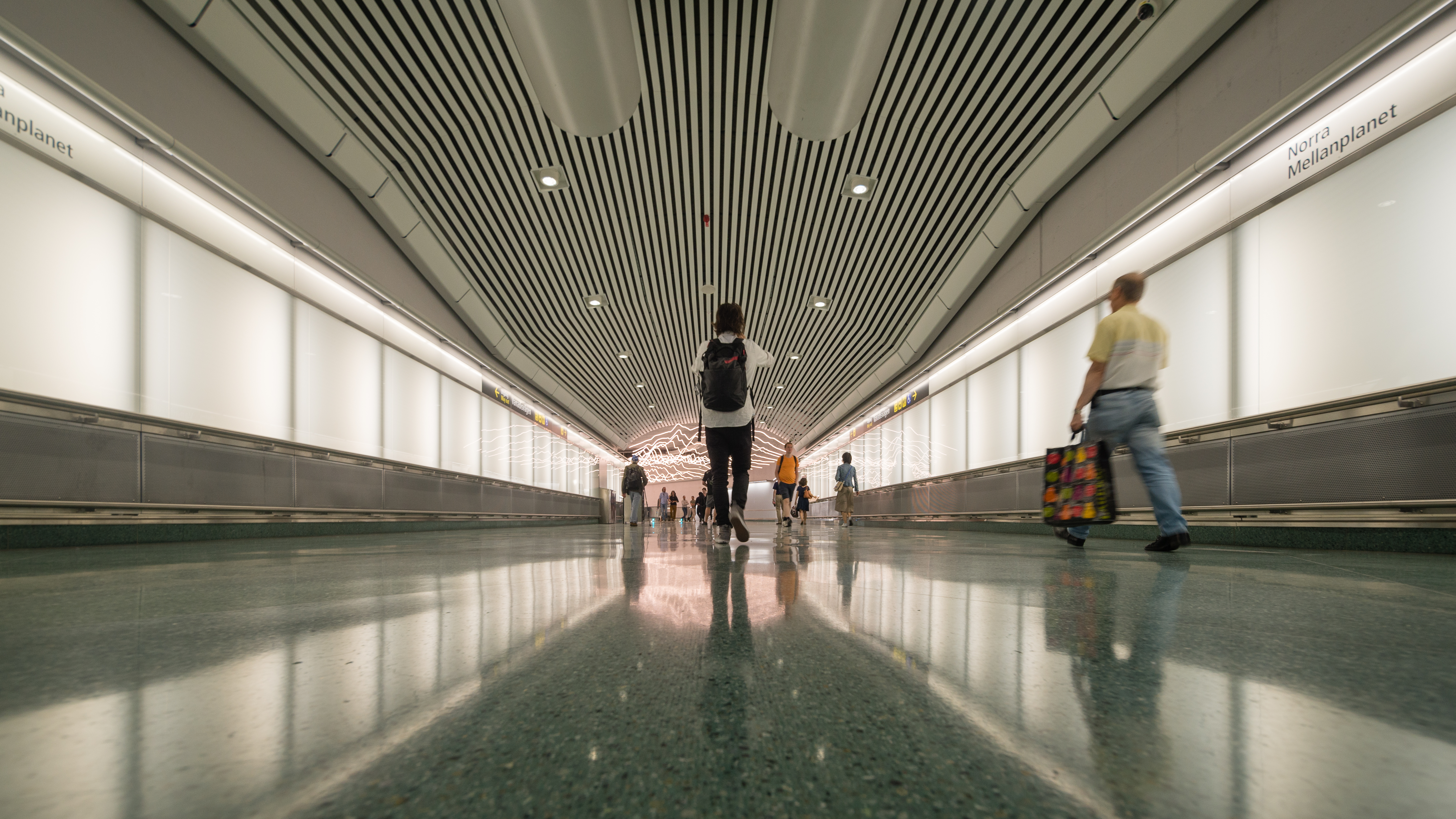
Norra mellanplanet, vy mot nedgången till pendeltågsplattformen.
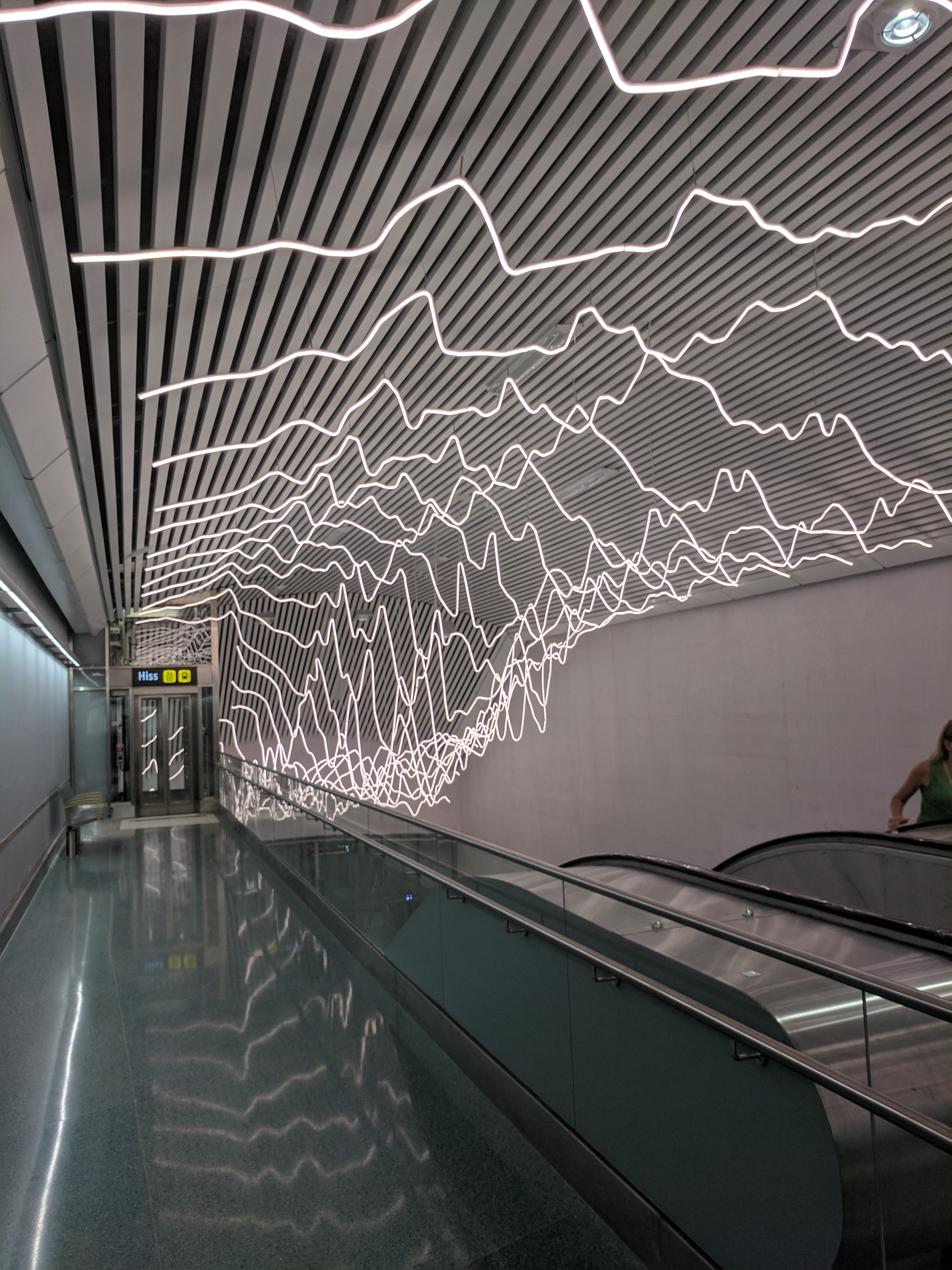
Norra mellanplanet
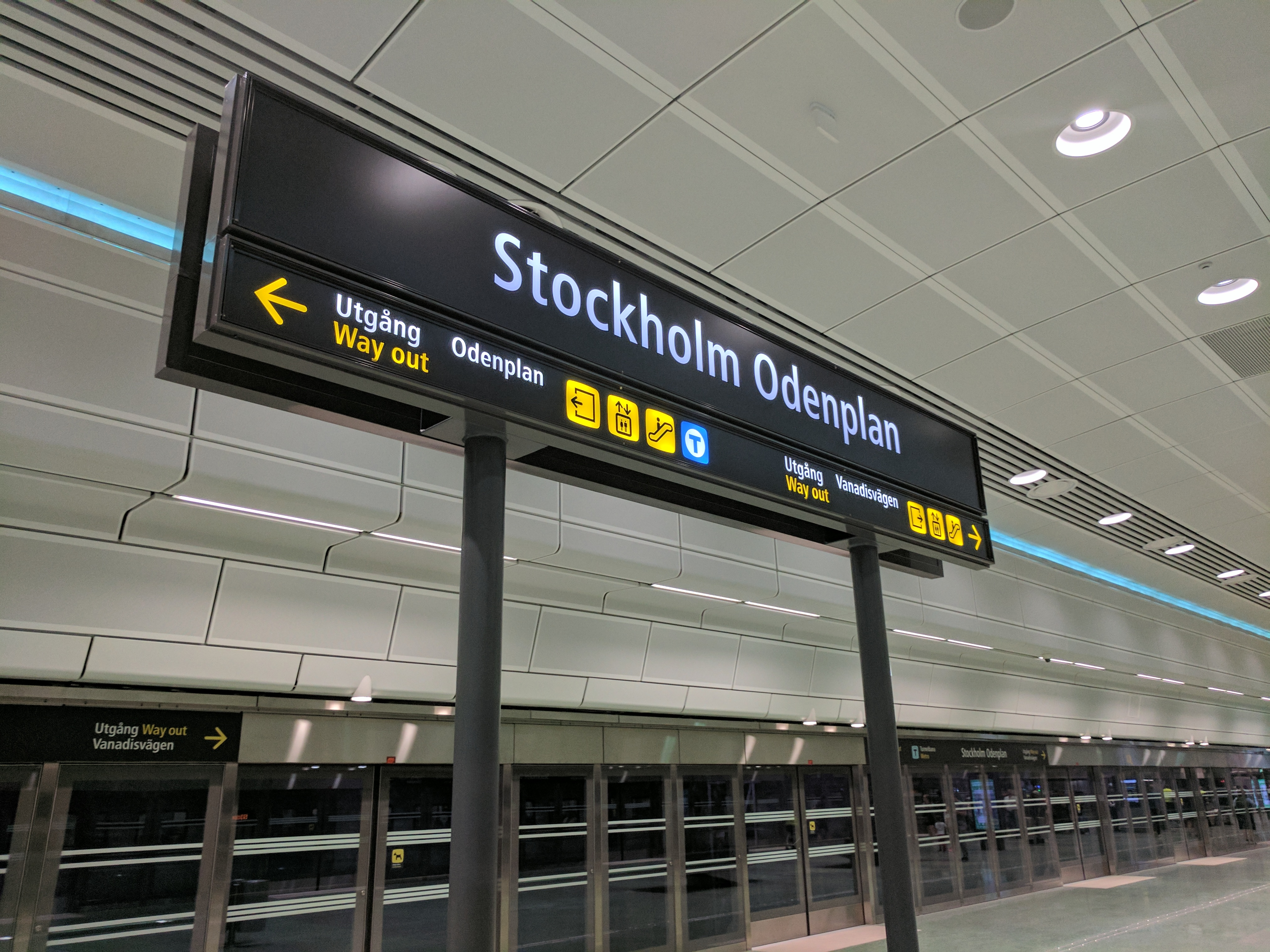
Perrongskylt